# The Beloved Cheater
The Beloved Cheater er en amerikansk stumfilm fra 1919 af Christy Cabanne.

## Medvirkende
| Skuespiller      | Rolle             |
| ---------------- | ----------------- |
| Lew Cody         | Bruce Sands       |
| Doris Pawn       | Dorothy Sands     |
| Eileen Percy     | Eulalie Morgan    |
| Jack Mower       | Kingdon Challoner |
| Alice Fleming    | Thorndyke-Brook   |
| Frederick Vroom  | Challoner         |
| Andrew Robson    | Morgan            |
| James Wang       |                   |
| Kathleen Kirkham |                   |